# Квотная выборка
Квотная выборка - метод отбора участников для выборочного исследования. При квотном плане построения выборочной совокупности генеральная совокупность сначала разделяется на непересекающиеся группы, также как в стратифицированной выборке. Затем  пропорционально из каждой группы выбираются единицы наблюдения на основании предпочтений отбирающего. Например, интервьюер может получить задание отобрать 200 женщин и 300 мужчин возрастом от 45 до 60 лет. Это значит, что внутри каждой квоты интервьюер отбирает респондентов по своим предпочтениям.
Описанный второй шаг формирования квотной выборки относит её к невероятностному типу. Отбор элементов в квотную выборку не является случайным и может быть ненадёжным. Например, интервьюеры могут в первую очередь пытаться опрашивать тех людей, которые выглядят наиболее отзывчивыми. Соответственно, "менее отзывчивые" люди имеют меньше шансов попасть в выборку.
Квотный план формирования выборки полезен, когда время ограничено, отсутствует основа для формирования вероятностной выборки, бюджет исследования небольшой или когда точность результатов не слишком важна.